# 北見マキ
北見 マキ（きたみ マキ、1940年12月10日 - 2015年8月23日）は、日本のプロマジシャン。社団法人日本奇術協会の第9代会長、名誉顧問を務めた。
北海道虻田郡豊浦町出身。1965年に北海 マキの名でのプロデビュー以来、奇術界で活躍。1983年に北見 マキへ改名。日本の伝統や演劇の要素を取り入れたステージ演技は評価が高く、海外でのゲスト出演も多い。
放送演芸大賞部門賞や文化庁芸術祭賞、ベストマジシャン最優秀賞などを受賞。
日本の伝統奇術である手妻の一派「養老派」の家元養老瀧五郎の技を継承していた。弟子に北見伸（山上兄弟の父）、牧原俊幸（元フジテレビアナウンサー）、北見翼（養老瀧之丞）らがいる。
俳優として大河ドラマ『草燃える』に大道芸人役で、映画『異人たちとの夏』に奇術師役で出演したことがある。
集英社の漫画雑誌「週刊少年ジャンプ」2001年36号から連載開始された手品をテーマとした岡野剛の漫画作品「魔術師²」で監修を務めた。
2015年8月23日午後7時52分、肝臓がんのため東京都内の病院で死去。74歳没。